# Province d'Ignacio Warnes
Pour les articles homonymes, voir Warnes (homonymie).
La province d'Ignacio Warnes est une des 15 provinces du département de Santa Cruz, en Bolivie. Son chef-lieu est Warnes.
La province a une superficie de 1 216 km2.
Sa population s'élevait à 47 406 habitants en 2005.